# Diecéze Namur
Diecéze Namur (latinsky Dioecesis Namurcensis) je římskokatolická diecéze na území Belgie se sídlem v Namur, která je sufragánní vůči arcidiecézi mechelensko-bruselské. Pod její teritoriální jurisdikcí se nachází belgické provincie Namur a Lucemburk.

## Historie
V 16. století, v době pronikání protestantské reformy, církevní organizace španělského Nizozemí doznala radikální změnu. Papež Pavel IV. v roce 1559 zřídil 14 nových diecézí, mezi nimi i deoecézi namurskou, která se stala sufragánní vůči arcidiecézi cambraiské. V roce 1561 papež Pius IV. přesně definoval hranice diecéze, její rozdělení na děkanáty a farnosti. Nová diecéze dostala teritorium z valné části původně náležející k diecézi lutyšské a částečně cambraiské. V důsledku konkordátu s Napoleonem se v roce 1801 namurská diecéze stala sufragánní vůči mechelenské arcidiecézi. V roce 1823 bylo k diecézi přičleněno území Lucemburska, původně spadající pod diecézi métskou, když však v roce 1840 vzniklo Lucemburské velkovévodství, byl vytvořen apoštolský vikariát Lucembursko.